# Szarvas agancsgomba
A szarvasagancsgomba (Xylaria hypoxylon) a Xylariaceae családba tartozó, az egész világ mérsékelt övi zónáiban megtalálható, fenyők és lombos fák korhadó törzsén élő, nem ehető gombafaj. 

## Megjelenése
A szarvasagancsgomba termőteste 3-5 cm magas és 2–8 mm széles. Alakja változatos, lehet vékony pálcikaszerű, hegyes végű; vagy felül lapos és akár többszörösen elágazó; ilyenkor miniatűr szarvasagancsra emlékeztet. Tavasszal aszexuális, spóratermő (anamorf) változata látható. Ennek felszíne alul fekete és bársonyos, míg felül szürke és mintha púderrel lenne bevonva. Az ágacskák csúcsai egészen világosak, fehérek vagy sárgásak, felületük csupasz. 
Az anamorf termőtest a későbbiekben átváltozik teleomorffá (szexuális aszkospórákat termelővé). Alakja ugyanolyan marad, de teljesen fekete lesz és csupasz felületét apró dudorok (peritheciumok, ezekben érnek a spórák) borítják.
Húsa fehér, szívós. Szaga nem jellegzetes. 
Az aszexuális konídiumspórák mérete 5–11 x 2–3 µm, orsó alakúak és simák. Az aszkospórák 13–16 x 5–6 µm-esek, orsó-ellipszis formájúak, simák, vízben barnák vagy sötétbarnák. A tömlők (aszkuszok) nyolcspórásak. 

### Hasonló fajok
A kupacs agancsgomba jóval karcsúbb, míg a bunkós agancsgomba sokkal vaskosabb. 

## Elterjedése és termőhelye
Eurázsiában, Észak- és Dél-Amerikában, Észak-Afrikában és Ausztráliában honos, a mérsékelt éghajlatú élőhelyeken. 
Lombos fák és fenyők korhadó törzsén, maradványain nő, sokszor tömegesen. Szinte egész évben megtalálható. 

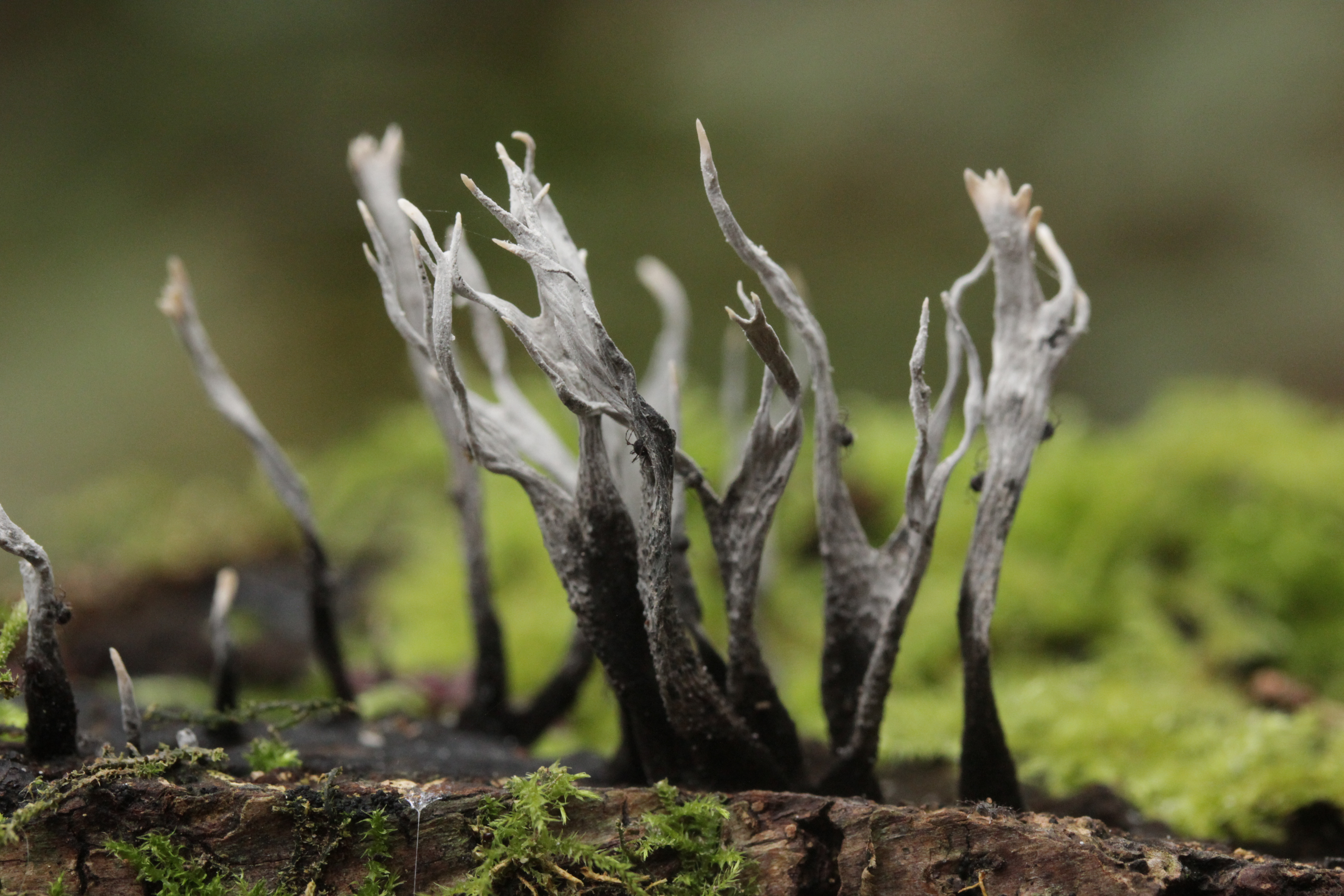
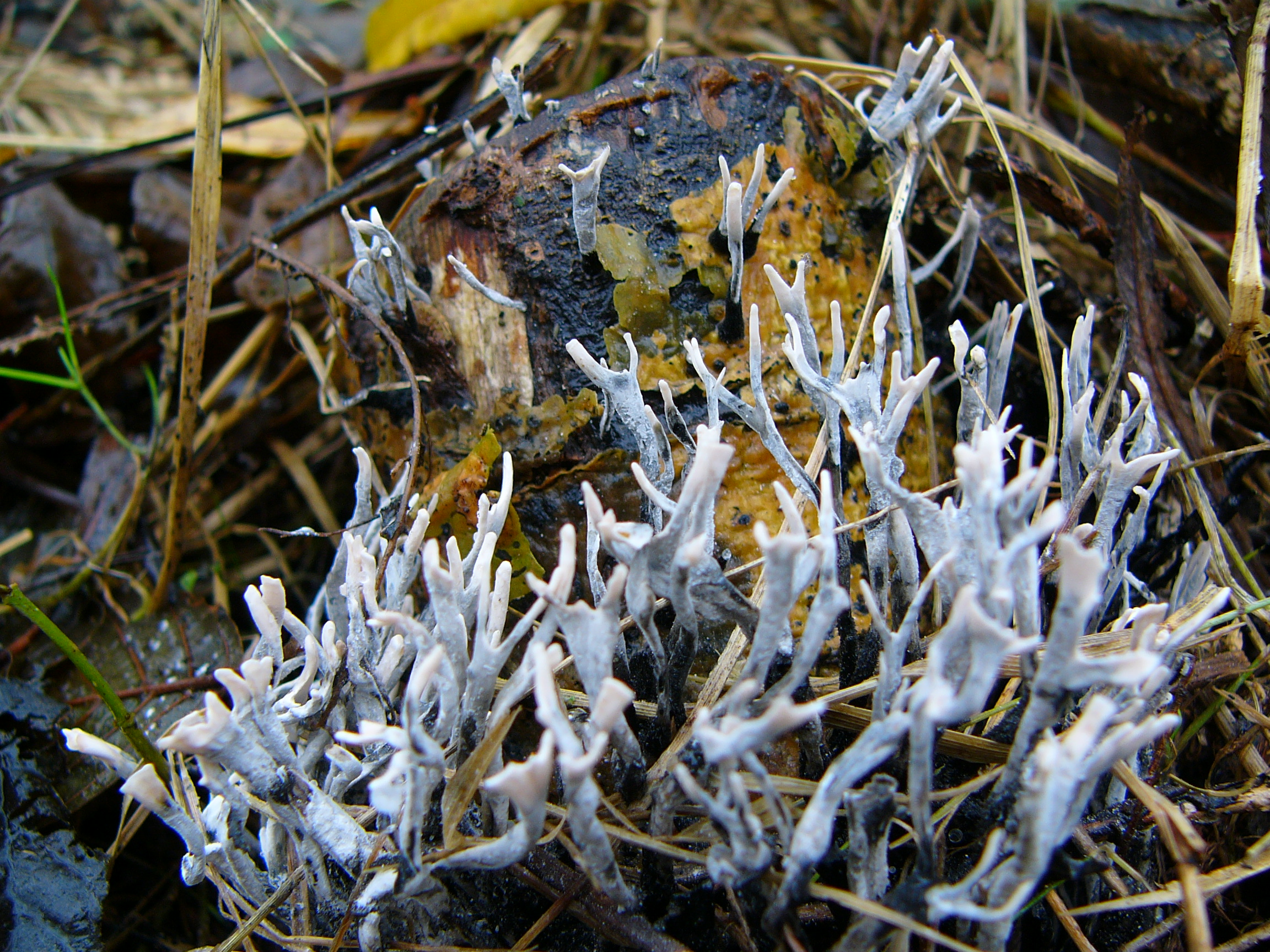
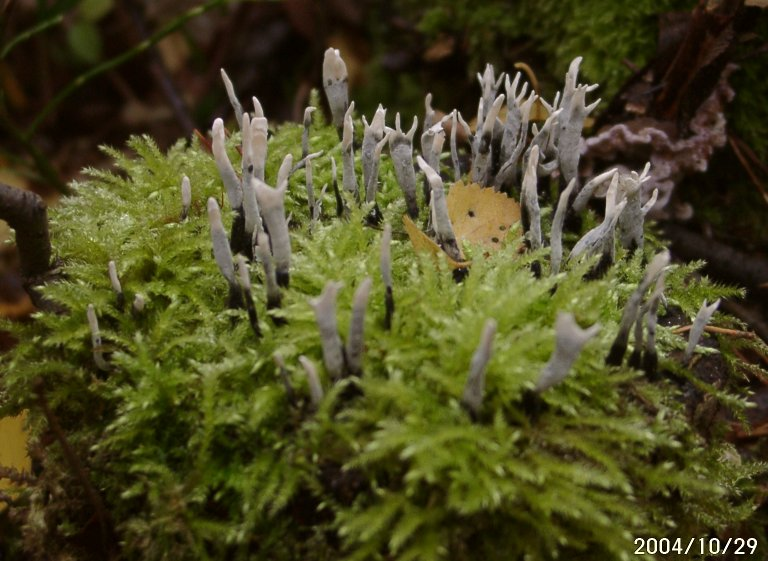
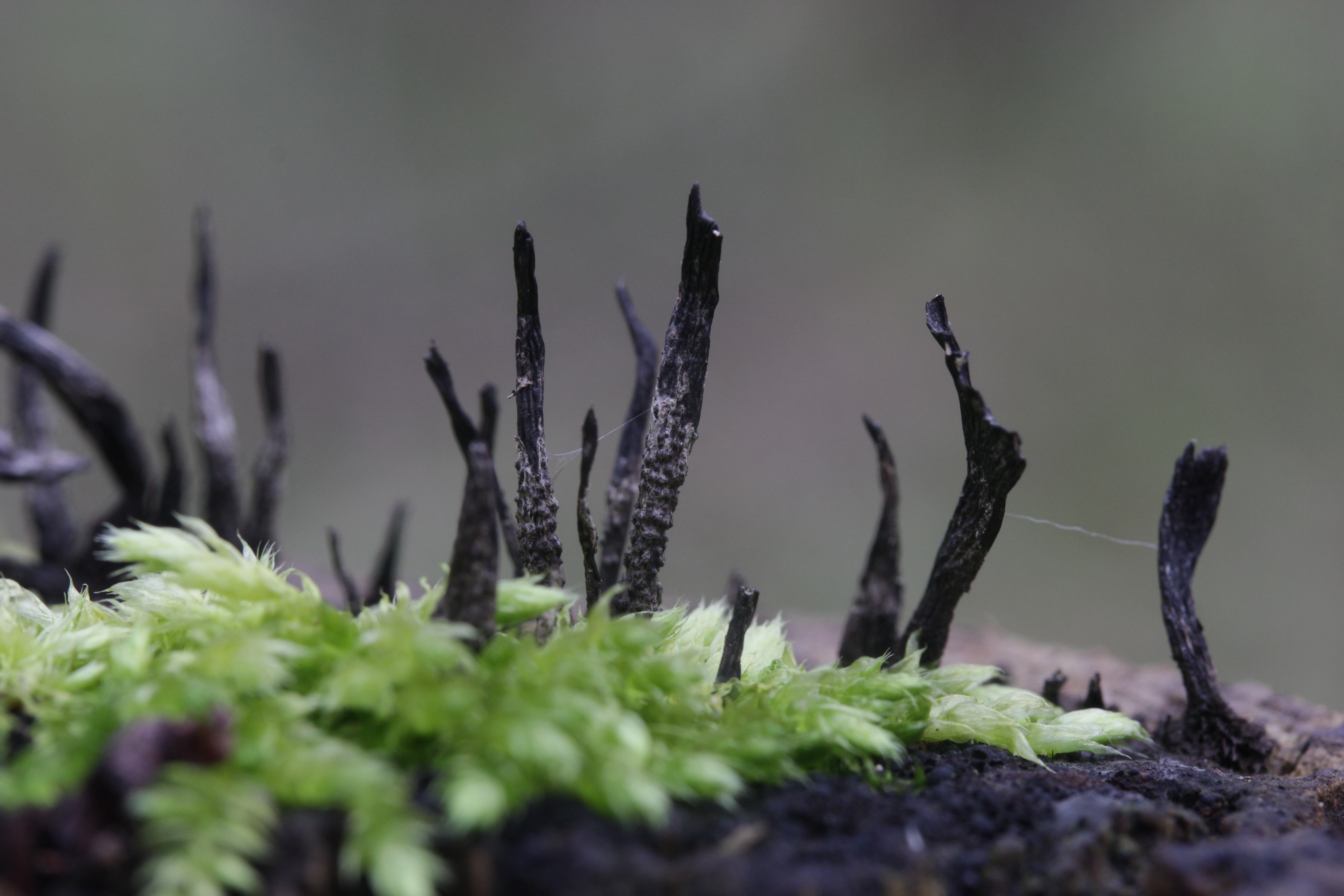
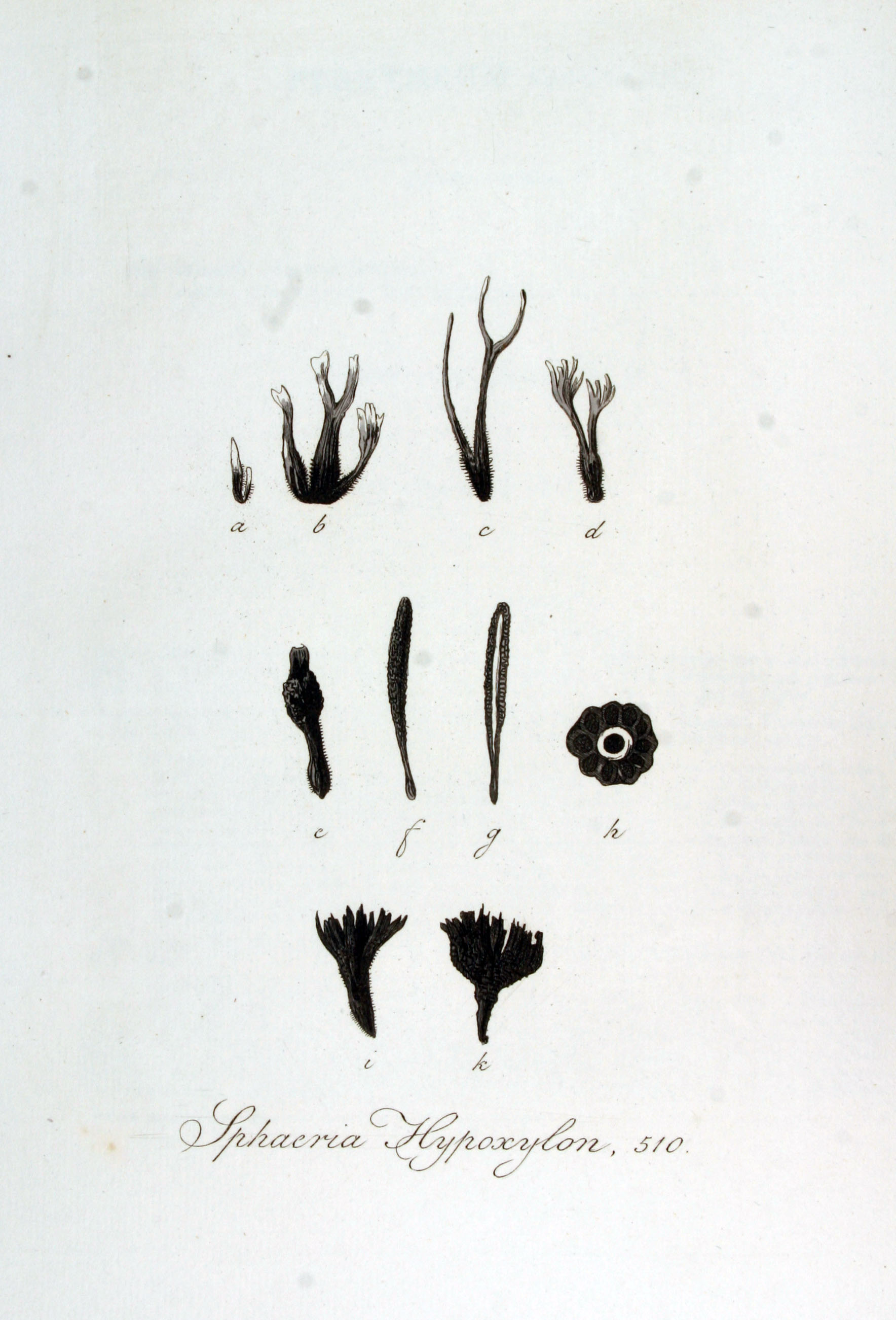

Nem ehető. 